# Neuville-sous-Montreuil

Neuville-sous-Montreuil este o comună în departamentul Pas-de-Calais, Franța. În 1 ianuarie 2022 avea o populație de 633 de locuitori.